# ملیس جیولک
ملیس جیولک (Melis Civelek)، (هیچ اطلاعات قطعی عمومی در مورد سال تولد جیولک، که ترجیح می‌دهد زندگی خصوصی خود را دور از توجه بگذراند، وجود ندارد. در استانبول)، بازیگر، فیلم‌نامه‌نویس، مدیر انتشارات و کارگردان فیلم زن اهل ترکیه است. او به ویژه به خاطر فیلمنامه‌هایش در سریال‌های تلویزیونی ترکیه، شناخته می‌شود و سال‌هاست که در سطوح مختلف صنعت تلویزیون فعالیت دارد. ملیس جیولک سال‌ها به عنوان مدیر ارشد در بخش رسانه فعالیت داشت، و فعالیت خود را به عنوان مدیر کل در کانال‌های بزرگی مانند استار تی‌وی، کانال دی و ای‌تی‌وی آغاز کرد. جیولک که از سال ۲۰۱۴ به عنوان سردبیر در شو تی‌وی شروع به کار کرد، به مدت یک سال در این سمت فعالیت داشت و سپس مسیر متفاوتی را به حرفه خود بخشید و بر فیلمنامه‌نویسی تمرکز کرد.
ملیس جیولک که کار فیلمنامه‌نویسی خود را با مجموعه تلویزیونی اسمش را فریحا گذاشتم آغاز کرد، فیلمنامه سریال‌های محبوبی مانند من یک مادرم (Sandık Kokusu)، سمت چپم (Sol Yanım)، سیب ممنوعه (Yasak Elma) و نبرد گل‌ها (مجموعه تلویزیونی) و شربت زغال‌اخته (Kızılcık Şerbeti) را نوشت. او دو فرزند به نام‌های فیضا جیولک و عمر نادر جیولک دارد.
ملیس جیولک و زینب گور سناریست‌های سریال شربت زغال اخته در سال ۲۰۲۳ میلادی جایزه «بهترین سناریست» را در چهل و نهمین دوره جوایز پروانه طلایی دریافت کردند.

## انتقاد به ظن خویشاوندسالاری
جدایی سیبل تاشچی‌اوغلو، بازیگر نقش «پمبه» در سریال شربت زغال‌اخته، مورد انتقاد تماشاگران این سریال قرار گرفت. ظاهراً سیبل تاشچی اوغلو که با فیضا جیولک بازیگر نقش «نیلای» اختلاف نظر داشت، توسط ملیس جیولک، نویسنده فیلمنامه سریال، از جمع بازیگران کنار گذاشته شد. اگرچه این ادعاها توسط ملیس سیولک و فیضا سیولک رد شد پس از آن بازی فیضا جیولک نیز در این سریال مورد انتقاد قرار گرفت. او پیش از این با اتهاماتی مبنی بر پارتی‌بازی مواجه شده بود. این انتقاد حتی به مادرش، ملیس جیولک، که فیلمنامه‌نویس سریال است، نیز سرایت کرد. برخی از بینندگان نقش فیضا سیولک در این سریال را به رابطه او با مادرش نسبت دادند و ادعای «طرفداری» کردند. در پاسخ این ادعاها ملیس جیولک اظهار داشت نقش شخصیت پمبه در داستان به پایان رسیده است، اظهار داشت که این سریال از نظر سناریو بار سنگینی را بر دوش می‌کشد: «نوشتن یک سریال ۱۴۰ دقیقه‌ای هر هفته به مدت ۹۶ هفته کار ساده‌ای نیست. ما هیچ قسمت کوتاهی ارائه ندادیم. فیلمنامه به شخصیت پمبه جان بخشید، سیبل فوق‌العاده بازی کرد. با این حال، پمبه دیگر نقشی در داستان ندارد.» او با این سخنان، شایعات مربوط به وجود بحران یا اختلاف نظر در حین فیلمبرداری را تکذیب کرد.

## فهرست
فیلم‌ها و سریال‌هایی که او فیلمنامه‌شان را نوشته است عبارتند از:
- شربت زغال‌اخته (سریال تلویزیونی ۲۰۲۲)
- سیب ممنوعه (مجموعه تلویزیونی ۲۰۱۸–۲۰۲۲)
- سمت چپ من (سریال تلویزیونی ۲۰۲۰)
- یک امید کافی است (سریال تلویزیونی ۲۰۱۸)
- سینی طلایی (مجموعه تلویزیونی ۲۰۱۸)
- هرگز تسلیم نشو (سریال تلویزیونی ۲۰۱۵–۲۰۱۶)
- جنگ گل‌های رز (مجموعه تلویزیونی ۲۰۱۴–۲۰۱۵)
- من اسمش را فریحا گذاشتم (مجموعه تلویزیونی ۲۰۱۱)
- بدون تو هرگز (سریال تلویزیونی ۲۰۱۱)